# Szenternye
Szenternye (szerbül: Мачванска Митровица / Mačvanska Mitrovica) település Szerbiában, a Vajdaságban, a Szerémségi körzetben, Szávaszentdemeter községben.

## Demográfiai változások
| 1948 | 1953 | 1961  | 1971  | 1981  | 1991  | 2002  |
| ---- | ---- | ----- | ----- | ----- | ----- | ----- |
| 705  | 869  | 1 408 | 3 357 | 3 661 | 3 788 | 3 896 |